# Emblema nacional de Francia
El emblema nacional de la República Francesa (en francés: armoiries de la République française) tiene su origen en el siglo XIX, aunque algunos de sus elementos fueron adoptados durante la Revolución de 1789. Como ocurre en otros países, el emblema se emplea como uno de los símbolos del Estado, pero no es considerado un emblema oficial, puesto que el Estado francés no tiene oficialmente emblema o escudo heráldico. Aparece en documentos oficiales, en uniformes policiales, en la fachada de muchos edificios públicos (sean estatales o municipales), en los pasaportes o en monedas y medallas acuñadas por la República francesa, por citar algunos ejemplos. Su diseño incorpora elementos recogidos de la tradición greco-latina, como las fasces o haz de lictores y las ramas de roble y olivo (laurel para muchos autores).
Pese a no contar con un emblema oficial, ya a finales del siglo XIX se consideraba de forma generalizada que el emblema francés estaba compuesto por las iniciales de la República, las fasces, las ramas de olivo y de roble, el collar o la banda de la Legión de Honor (estos elementos no aparecían en todas las versiones) y dos banderas francesas acoladas. Este emblema aparecía representado en grabados de conocidas enciclopedias, como la Larousse, y en láminas y tarjetas de diferentes países que reproducían escudos de naciones de todo el mundo. En 1905, con motivo de la visita de Estado del Rey de España a la República Francesa, el gobierno decidió utilizar de forma oficiosa el emblema con las iniciales, las fasces y las ramas. Aunque no fue regulado legalmente, en 1913 el Ministerio de Asuntos Exteriores ordenó que se usara de forma oficial en embajadas y consulados franceses.
La versión utilizada en la actualidad fue adoptada en 1953, cuando la Asamblea General de las Naciones Unidas solicitó a los países miembros de la organización una copia de su escudo o emblema nacional. En aquella ocasión, como había sucedido anteriormente, no se aprobó una norma legal que regulase el escudo.
- En la parte central del emblema figura una pelta (placa) decorada con una pequeña cabeza de león y otra de ave que contiene las iniciales "RF" de la expresión "République Française" (República Francesa).
- Las fasces tienen su origen en las ceremonias de la Roma Antigua: los magistrados, dictadores, cónsules y emperadores iban precedidos de unos lictores. Estos llevaban un haz de varas ("fasces" en latín) que simbolizaban el poder del Estado y la autoridad de sus magistrados. Este símbolo fue recuperado en 1790, durante la Revolución francesa, por la Asamblea Nacional Constituyente cuando ordenó su adopción "para representar la fuerza y la unidad de los ciudadanos franceses en defensa de su libertad". Posteriormente se convirtió en el símbolo del poder y autoridad de la República.
- La rama de roble representa la permanencia de la Nación, mientras que el olivo representa la gloria de la Patria y a los héroes que la han defendido.

## Sello de la República Francesa

Sello de la República Francesa.

El 8 de septiembre de 1848 se creó mediante decreto un sello para la Segunda República Francesa. Este sello se ha mantenido durante los períodos republicanos y continúa utilizándose en la actualidad. Su imprenta se ha estampado en los ejemplares originales de Constituciones francesas y en algunas leyes que modifican el texto constitucional, pero no ha llegado a convertirse en el escudo o emblema nacional francés.
El motivo central de este sello, grabado por Jean-Jacques Barré, es una figura femenina sentada, coronada con ramas de laurel y varios rayos de luz. Esta figura, que es la personificación de la Libertad, porta en su mano derecha unas fasces y, con su izquierda, sostiene un timón sobre el que se apoya el gallo galo, otro de los símbolos nacionales de Francia, con su pata derecha situada sobre un orbe o mundo. Junto al timón aparece representada una urna cargada con las letras "SU", que representa el derecho de sufragio universal directo que se había logrado aquel año (aunque no se extendió a las mujeres hasta 1944). En el sello también aparecen representados otros elementos alusivos a la agricultura y las bellas artes.
En el anverso figura, en francés, la inscripción "República francesa democrática, una e indivisible" y en el reverso "En nombre del pueblo francés" e "Igualdad, fraternidad, libertad".

## Escudos y emblemas históricos
|  | Armas de los monarcas de Francia y Navarra de la dinastía Capetiana (1285-1328). Se combinaron las armas de Francia con las de Navarra, dando prefencia a las primeras en un escudo partido y en ocasiones cuartelado. También se empleó un cuartelado con las armas de Francia, Navarra, Champaña y Borgoña que desaparecieron definitivamente tras integrarse Champaña y Brie en la Corona Francesa. |

|  | Armas de Carlos VIII (1495-1498). Durante el reinado de este monarca, se combinaron las armas de Francia con las del Reino de Jerusalén en un escudo cuartelado, dando preferencia a las primeras al ocupar el primer y cuarto cuartel. Carlos VIII fue uno de los pretendientes al Trono de Jerusalén como pariente de Carlos V de Maine (línea napolitana). |

|  | Versión elaborada de las armas francesas. En la versión más elaborada, el escudo aparecía rodeado por los collares de las órdenes de San Miguel y del Espíritu Santo, timbrado con un yelmo y la corona real, y sostenido por dos ángeles con dalmáticas y estandartes cargados con las armas francesas y navarras. Este conjunto estaba colocado bajo el manto real de Francia, de azur cargado con flores de lis, que estaba rematado con otra corona real. En esta versión también figuraba el lema de los monarcas franceses, Montjoie Saint-Denis (en español: Alegría por Saint-Denis), escrito en una cinta de azur. |

|  | Armas del Rey (1789-1792) Al pasar su título de rey de Francia y de Navarra a rey de los franceses en 1789, Luis XVI adoptó simplemente como armas tres lises sobre un fondo de azur. Estas armas se mantuvieron hasta 1792, a pesar de la abolición de la heráldica en 1790.                                                      |
|  | Escudo de la Primera República francesa (1792-1804) Consistía de una fasce con un gorro frigio en su punta y en el medio un ángel sentado con un palo con un gorro frigio en su mano derecha rodeado de ramas de laurel y cuatro banderas francesas, dos en la izquierda y dos en la derecha y de soporte dos guardias nacionales. |

|  | Armas ornamentadas de la Restauración borbónica. Se recuperaron las armas reales del Reino de Francia que habían sido utilizadas después de la conclusión de las Guerras de Religión pero sin incorporar en ellas el escudo de armas del Reino de Navarra. |

## Fuente y referencias
- Heráldica.org, Heráldica Francesa (en inglés). Consultado el 17/04 de 2010.

1. 1 2  «Heráldica.org, Heráldica Francesa» (en inglés). Consultado el 17 de abril de 2010.
2. ↑  «Kraepelien & Holm : Escudos de países» (en inglés). Consultado el 16 de abril de 2010.
3. ↑  «Los símbolos de la República Francesa, Palacio del Elíseo - Presidencia de la República Francesa» (en francés). Archivado desde el original el 1 de abril de 2010. Consultado el 16 de abril de 2010.
4. ↑  «Sello de la República Francesa, Embajada de Francia en España». Consultado el 17 de abril de 2010.
5. ↑  «Leones y Castillos escrito por Faustino Menéndez Pidal». Archivado desde el original el 24 de agosto de 2018. Consultado el 19 de mayo de 2009.
6. ↑  «Aubert de La Chesna, F.A.  Dictionnaire de la noblesse (1866). Vol 8, pp. 568, 569.» (en francés). Consultado el 24 de abril de 2010.
7. ↑  Binz, Louis (1992). Regards sur la Révolution genevoise, 1792-1798 (en francés). Librairie Droz. p. 171. ISBN 9782884420020.
8. ↑  Guérin, Léon (1851). Histoire maritime de France...: depuis la fondation de Marseille, 600 ans avant J.-C., jusqu'à l'année 1850 (en francés) 5. Dufour et Mulat. p. 271.

- Datos: Q165432
- Multimedia: National coat of arms of France / Q165432